# Arrhenia parvivelutina
Arrhenia parvivelutina är en lavart som först beskrevs av Clémençon & Irlet, och fick sitt nu gällande namn av Redhead, Lutzoni, Moncalvo & Vilgalys 2002. Enligt Catalogue of Life ingår Arrhenia parvivelutina i släktet Arrhenia,  och familjen Tricholomataceae, men enligt Dyntaxa är tillhörigheten istället släktet Arrhenia,  och familjen trådklubbor. Artens status i Sverige är: Ej påträffad. Inga underarter finns listade i Catalogue of Life.